# Жабоеды
Жабоеды (лат. Xenodon) — род змей из семейства ужеобразных, обитающий в Новом Свете.

## Описание
Общая длина достигает 80—85 см. Голова вытянутая. Особенностью является ростральний щиток (разной длины у каждого из видов), по которому проходит чёткий киль. Туловище обычно тонкое, крепкое. Цвет кожи красный, синеватый, светло-серый, светло-коричневый. Брюхо светлее. По спине проходят продольные пятна тёмного цвета или поперечные полосы.

## Образ жизни
Населяют лесную местность, редколесья, пампу. Всю жизнь проводят на земле. Активны днём. Питаются земноводными, иногда ящерицами и грызунами.

## Размножение
Это яйцекладущие змеи.

## Распространение
Обитают в Мексике, Центральной и Южной Америке. 

## Классификация
На август 2018 года в род включают 12 видов:
- Xenodon dorbignyi (Bibron, 1854) — Аргентинский листрофис
- Xenodon guentheri Boulenger, 1894 — Жабоед Гюнтера
- Xenodon histricus (Jan, 1863) — Парагвайский листрофис
- Xenodon matogrossensis (Scrocchi & Cruz, 1993)
- Xenodon merremii (Wagler, 1824)
- Xenodon nattereri (Steindachner, 1867) — Листрофис Штайндахнера
- Xenodon neuwiedii Günther, 1863
- Xenodon pulcher (Jan, 1863)
- Xenodon rabdocephalus (Wied-Neuwied, 1824)
- Xenodon semicinctus (Duméril, Bibron & Duméril, 1854) — Полукольчатый листрофис
- Xenodon severus (Linnaeus, 1758) — Жабоед Линнея
- Xenodon werneri Eiselt, 1963

## Галерея

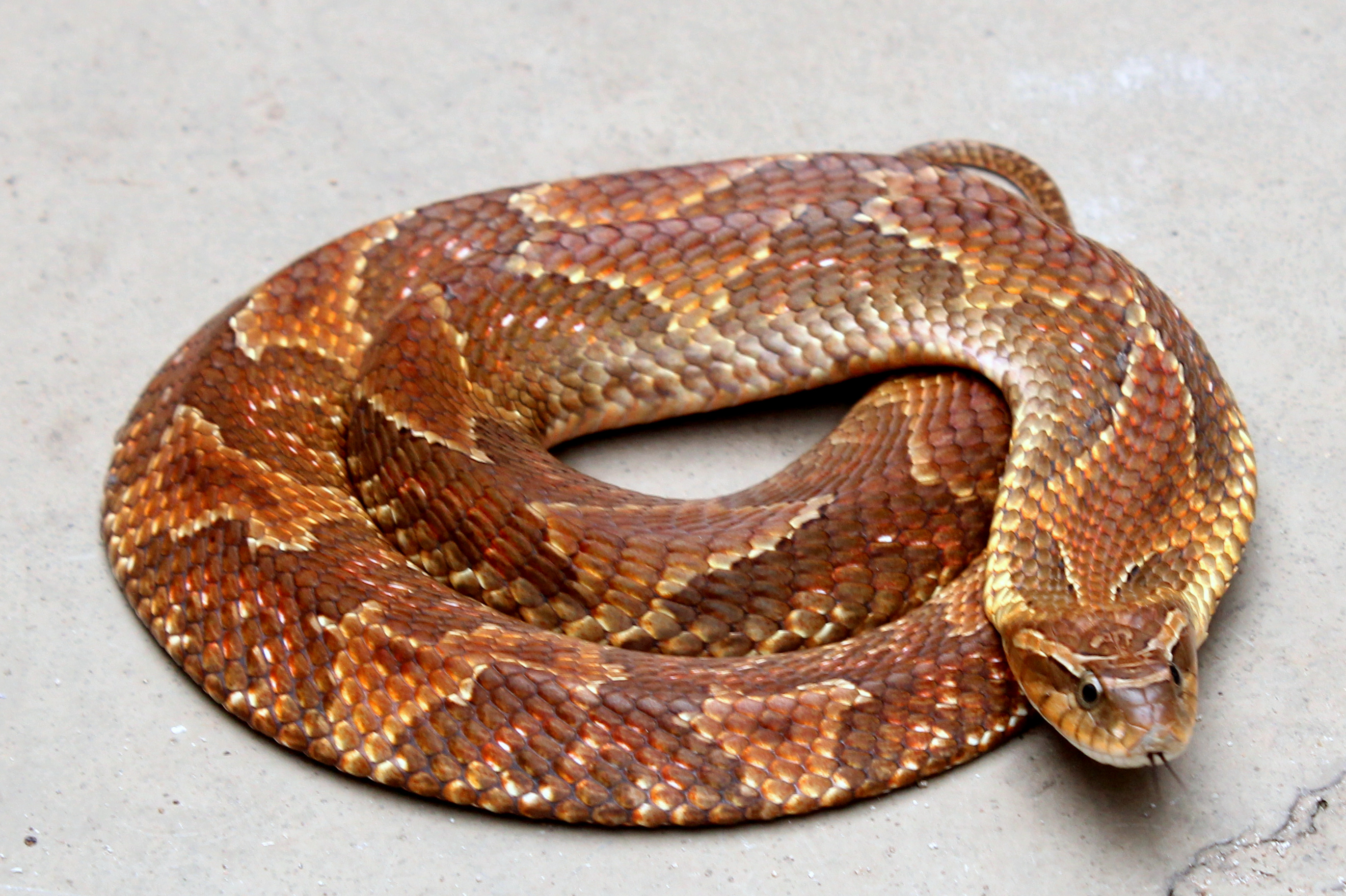
Xenodon merremii
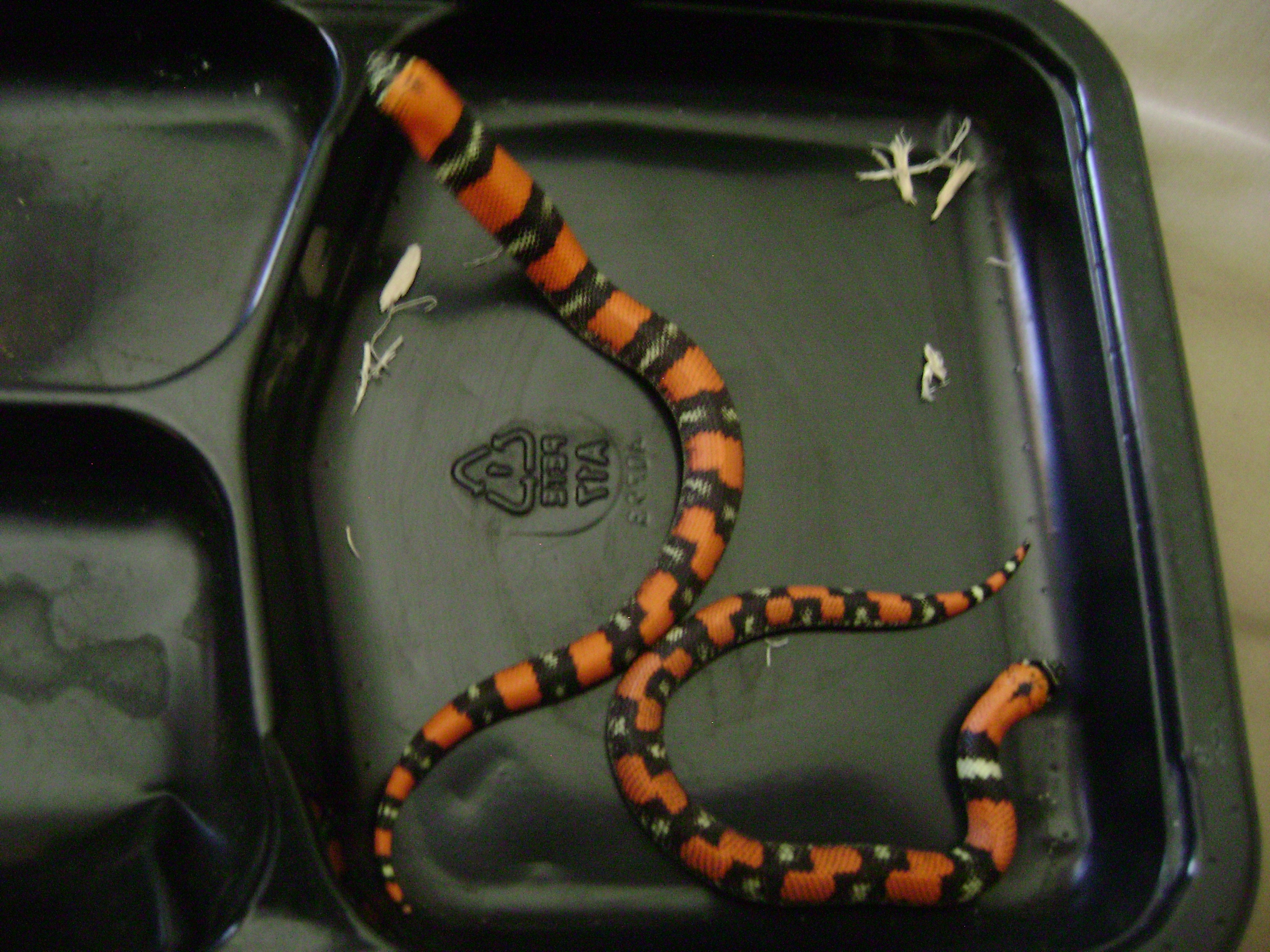
Xenodon pulcher
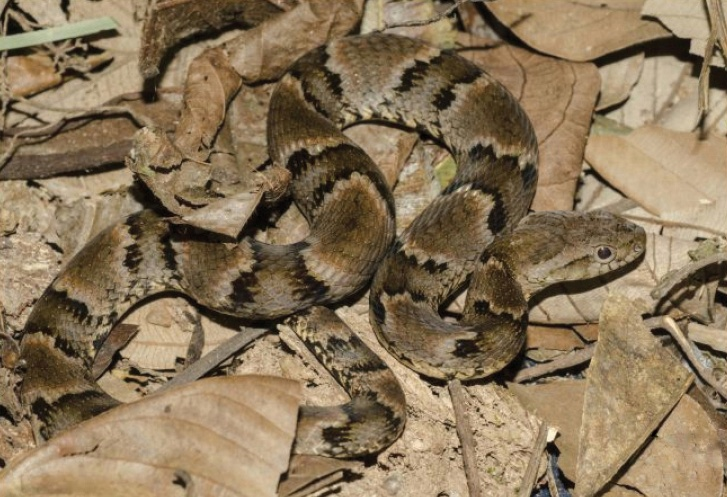
Xenodon rabdocephalus
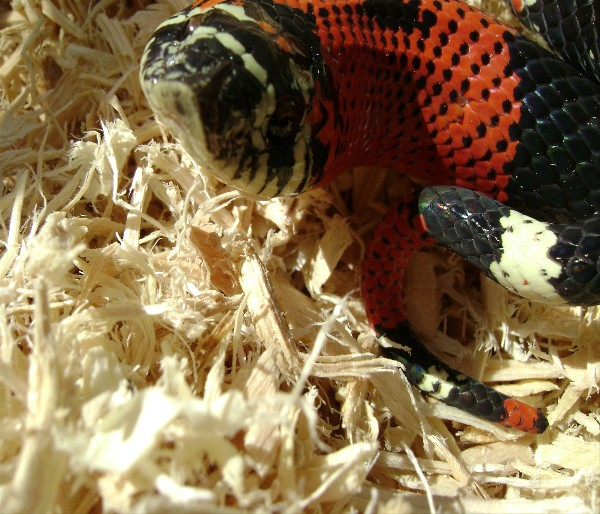
Xenodon semicinctus